# Algonquin (Maryland)
Algonquin es un lugar designado por el censo ubicado en el condado de Dorchester en el estado estadounidense de Maryland. En el Censo de 2010 tenía una población de 1.241 habitantes y una densidad poblacional de 168,95 personas por km².

## Geografía
Algonquin se encuentra ubicado en las coordenadas 38°35′24″N 76°5′30″O / 38.59000, -76.09167. Según la Oficina del Censo de los Estados Unidos, Algonquin tiene una superficie total de 7.35 km², de la cual 1.92 km² corresponden a tierra firme y (73.84%) 5.42 km² es agua.

## Demografía
Según el censo de 2010, había 1.241 personas residiendo en Algonquin. La densidad de población era de 168,95 hab./km². De los 1.241 habitantes, Algonquin estaba compuesto por el 95% blancos, el 2.26% eran afroamericanos, el 0.73% eran amerindios, el 0.32% eran asiáticos, el 0% eran isleños del Pacífico, el 0.81% eran de otras razas y el 0.89% pertenecían a dos o más razas. Del total de la población el 1.61% eran hispanos o latinos de cualquier raza.